# Osmeteri

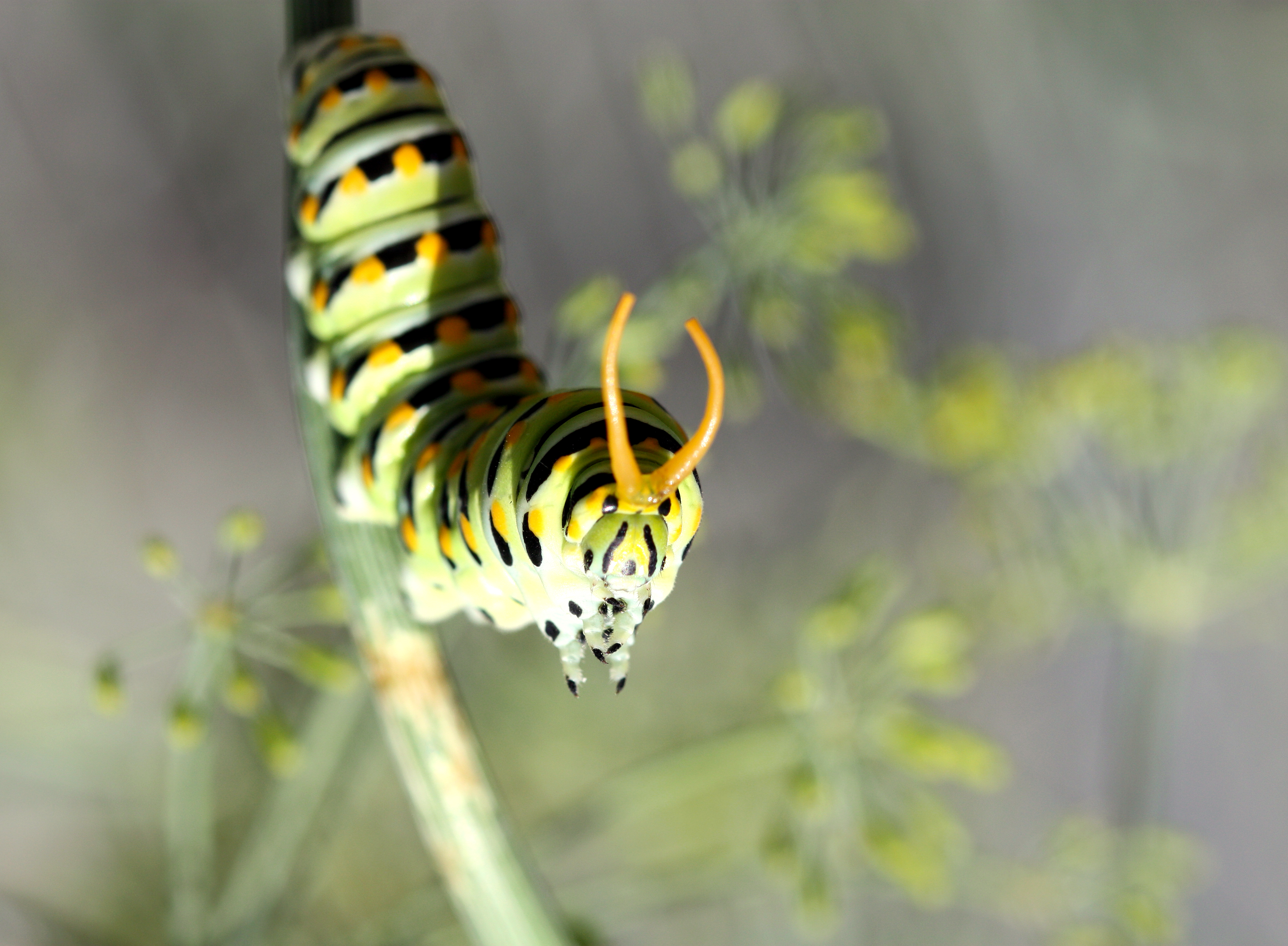
Papilio machaon

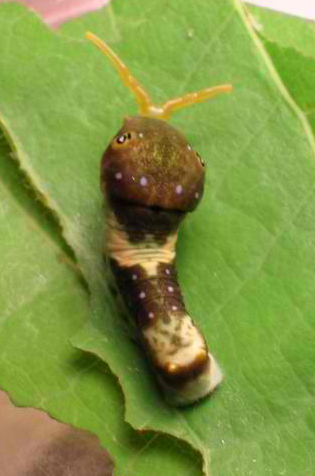
Papilio glaucus

L'osmeteri és un òrgan carnós propi de les erugues dels papiliònids que se situa en el primer segment toràcic (protòrax). Normalment està ocult i només es mostra quan l'eruga se sent amenaçada. Per la seva forma recorda la llengua bífida d'un rèptil, i, si tenim en compte que algunes espècies tenen ocels al tòrax i que aquesta part del cos pot adoptar una posició erecta, es pot tractar d'un mecanisme per intimidar els depredadors. La coloració varia segons l'espècie, encara que sol ser groc o taronja.
Allibera una substància olorosa que conté terpens, tot i que el tipus de compost varia depenent de l'espècie. Sembla que el contingut en àcid isobutíric pot estar dirigit a parasitoides com dípters i himenòpters. Recentment s'ha suggerit que desprèn feromones que atreuen formigues, cosa que contribueix a protegir la larva.
S'ha estudiat l'estructura fina d'aquesta glàndula de Papilio demoleus libanius i s'hi han trobat tres tipus de cèl·lules, incloent-hi cèl·lules glandulars el·lipsoides.